# Gignac-la-Nerthe
Gignac-la-Nerthe – miejscowość i gmina we Francji, w regionie Prowansja-Alpy-Lazurowe Wybrzeże, w departamencie Delta Rodanu.
Według danych na rok 1990 gminę zamieszkiwały 8772 osoby, a gęstość zaludnienia wynosiła 1015 osób/km² (wśród 963 gmin regionu Prowansja-Alpy-W. Lazurowe Gignac-la-Nerthe plasuje się na 78. miejscu pod względem liczby ludności, natomiast pod względem powierzchni na miejscu 732.).